# 浜松バス
浜松バス株式会社（はままつバス）は、静岡県浜松市浜名区に本社を置き、静岡県遠州地方（西部地方）を主な営業エリアとするバス会社である。貸切バス・路線バスおよび、これらに付随する関連事業を営んでいる。

## 沿革
- 2005年（平成17年）11月 - 創業。貸切バス（観光・送迎）・旅行業務を行う。
- 2007年（平成19年）3月28日 - 浜松市の旧浜北市地域（現在の浜名区の大部分）で路線バスの運行を開始。

本社所在地にはかつて浜松観光自動車（遠州鉄道の観光バス専業子会社）の浜北営業所が所在していた。その後、中・小型バス部門の子会社「ニュー浜松観光バス」に一時分社していたが、2005年に再統合され浜松観光バス（浜松観光自動車から商号変更、2015年1月1日に遠州鉄道が吸収合併）浜北営業所となっていた。なお、場所は同じであるが法人格としては関係はない。

## 運行路線・系統
創業当初は一般路線を運行していたが、2019年9月30日をもって廃止され、それ以降はコミュニティバスのみ運行している。

### 現行路線
- 浜松市浜北コミュニティバス
- 浜松市三ヶ日オレンジふれあいバス
- 湖西市コミュニティバス（コーちゃんバス）（鷲津循環線は遠鉄タクシーが受託）
- 磐田市生活バス路線「掛塚磐田駅線」

### 廃止路線
- あらたまの湯線
  - 西坂整形外科 - 内野台 - 染地台5丁目 - ニコエ - サンストリート浜北 - プレ葉ウォーク浜北 - なゆた浜北駅 - 浜名高校 - ふれあい福祉センター - 日赤病院 - 緑花木センター - 宮口駅 - 浜北さくら台病院 - あらたまの湯

## ダイヤ改正
2007年7月4日
- 浜北中南部循環線
  - サンストリート浜北・内野台・染地台（五丁目のみ）への乗り入れ。
  - 経路変更に伴う一部のバス停廃止。
  - 通勤・通学を意識したダイヤに変更（朝・夜間の区間運転便も設定された）。

2007年11月1日
- 浜北中南部循環線 - 利用実態に合わせたダイヤ見直し。
  - 遠鉄線から東側の区間において大幅な減便（東回りの場合、13本/日→5本/日）。
  - 早朝・深夜の便を一部廃止。
- 染地台あらたまの湯線の運行開始。

2009年4月20日
- 浜北中南部循環線を浜北中南部線と改称し、循環運転を解消。
  - 遠鉄鉄道線から東側の区間において1日1往復まで減便。西側区間も路線変更(通学時間帯以外の浜北西高校立ち寄りの取りやめ等)。
- 天竜浜名湖線と接続するよう染地台あらたまの湯線のダイヤ改正。

2010年4月1日
- 浜北中南部線を廃止。遠州鉄道から東側区間にあるバス停を廃止。
- 染地台あらたまの湯線をあらたまの湯線と改称し、経路変更。経路の一部は旧中南部線のルートを継承した。

2014年
- ルート変更を実施。
  - 協立十全病院の移転に伴い、同バス停を廃止。
  - 万葉の森公園入口を西側に800m移設
  - ニコエを経由
  - 休日ダイヤでは、1往復を除きニコエ-西坂整形外科の運行とりやめ。
  - なゆた浜北駅-小松駅-西部免許センター-染地台のルートを廃止

2019年9月30日
- あらたまの湯線を廃止[1]。

## 車両
貸切車は三菱ふそうが多いが、日野製もある。
路線車は運行開始当初、川崎鶴見臨港バスと伊豆下田バスから移籍した6台（いすゞ・日産ディーゼル）を使用していた。その後2008年2月末までに日産ディーゼル車2台が運用を離脱し、日野・リエッセが2台導入された。その後旧・京阪宇治交通で購入し、京阪宇治交サービス→京阪宇治交通→京阪バスに在籍していた日産ディーゼル・KC-RN210CSNを1台購入している。この他、三菱ふそう・エアロミディも投入された。
2012年には日野・ポンチョが導入され、同社初の路線用新車であると共に初のノンステップ車となった。

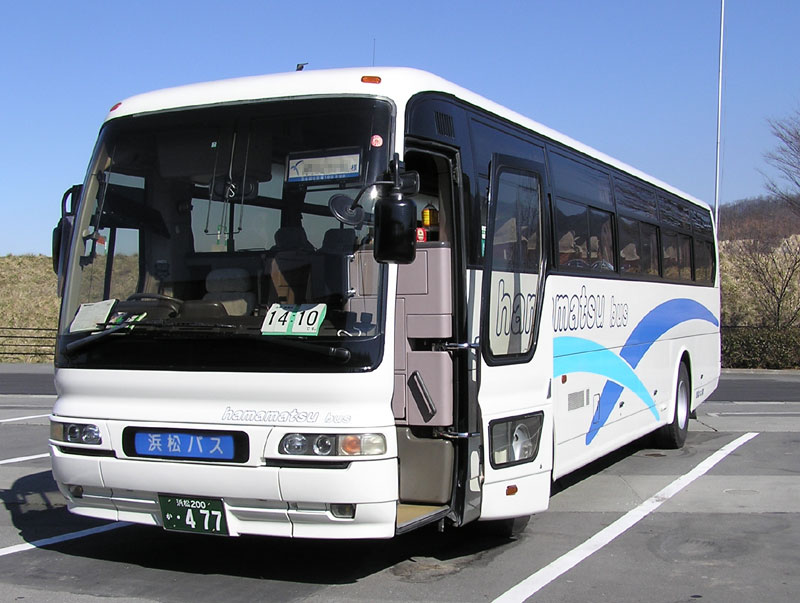
浜松バス貸切車。三菱エアロバス。長野県内で撮影
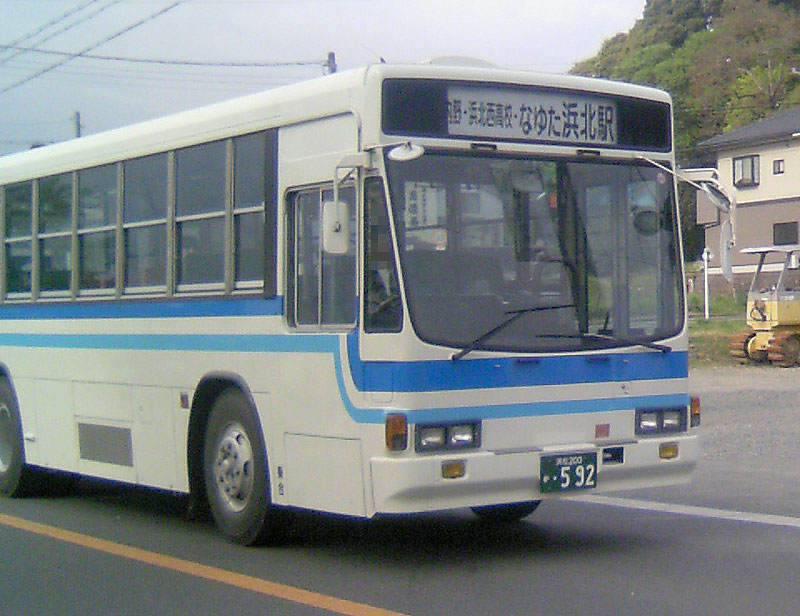
浜松バス路線車（淡路交通から伊豆下田バスを経て移籍。浜松市内で撮影
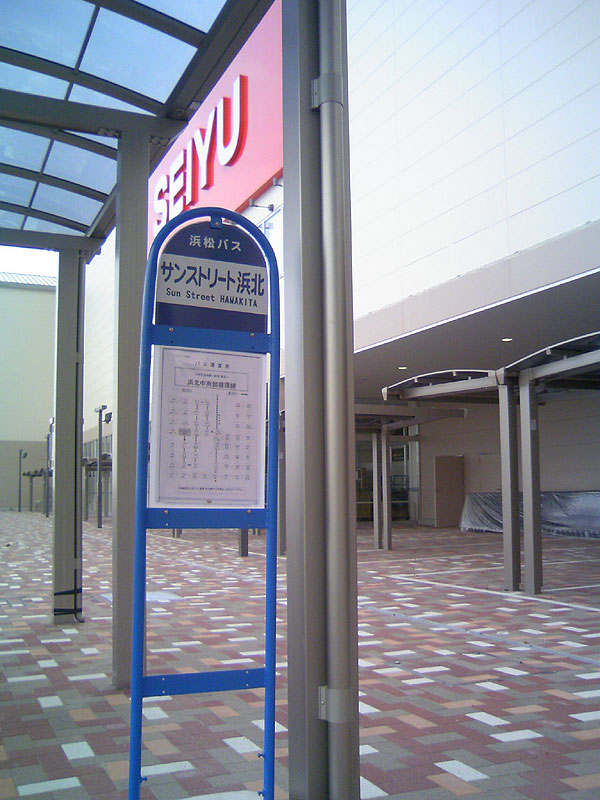
浜松バスのバス停の一例。サンストリート浜北停留所
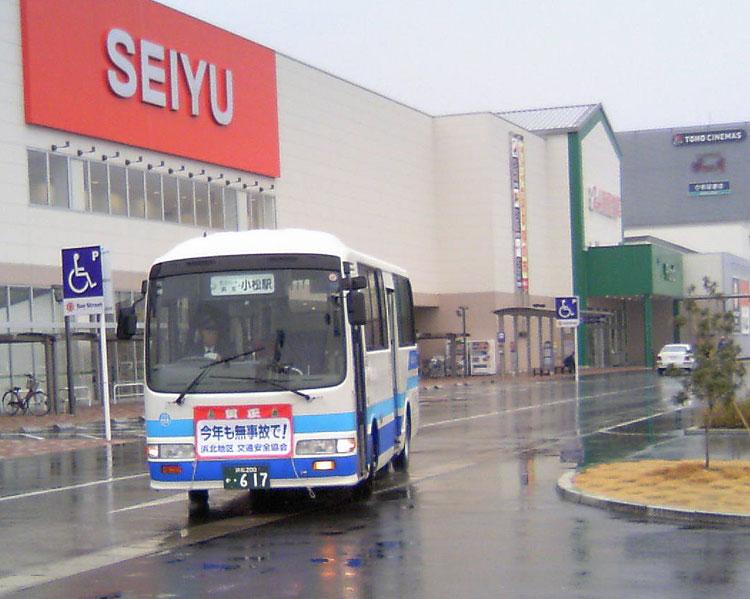
日野・リエッセを使用した路線車。

### 車番
車番は登録番号をそのまま利用している。例えば浜松200か・592であれば592号車となる。遠鉄バスと同じ方式である。

## その他
- 浜北駅とあらたまの湯を結んでいた「あらたまの湯 無料送迎バス」は2007年10月31日限りで廃止された（染地台あらたまの湯線(現:あらたまの湯線)に移行）。
- 競合する遠州鉄道とともに、全国のバス事業者でも数少ない全路線初乗り100円を実施していた。
- あらたまの湯線は一部区間にて西遠鉄道（廃線）に近い経路をたどる。
- 2021年10月1日よりPayPayでの支払いが可能となった（遠鉄タクシー受託路線を除く）。
- 2024年4月1日より、湖西市コミュニティバス路線に限りAEON Payでの支払いが可能となった（遠鉄タクシー受託路線を除く）。